# Asteroid City
Asteroid City ist ein von Wes Anderson geschriebener, inszenierter und koproduzierter US-amerikanischer Spielfilm. Er spielt Mitte der 1950er Jahre in der Wüstenstadt Asteroid City, wo 5.000 Jahre zuvor ein Meteorit einen riesigen Einschlagkrater hinterlassen hat. Die Tragikomödie feierte am 23. Mai 2023 bei den Filmfestspielen von Cannes Premiere und wurde im Wettbewerb um die Goldene Palme gezeigt. Kinostart in den USA war am 16. Juni 2023, in Deutschland am 15. Juni 2023.

## Handlung
Im Jahr 1955 stellt ein Fernsehmoderator eine Theaterproduktion in drei Akten vor, die von der fiktiven Wüstenstadt Asteroid City handelt, in der ein Jugend-Astronomiekongress stattfindet. Das angebliche Theaterstück wird im Breitbildformat und in stilisierten Farben dargestellt, während die Fernsehsendung im Schwarz-Weiß-Academy-Format zu sehen ist.
Im Theaterstück kommt der Kriegsfotojournalist Augie Steenbeck mit seinem intellektuellen Teenager-Sohn Woodrow und seinen drei jüngeren Töchtern zum Junior Stargazer-Kongress. Da ihr Auto eine Panne hatte, ruft Augie seinen Schwiegervater Stanley an und bittet ihn um Hilfe. Stanley, der seinen Schwiegersohn nicht mag, überredet ihn, den Kindern vom kürzlichen Tod ihrer Mutter zu erzählen, den Augie verschwiegen hatte. Augie und Woodrow treffen Midge Campbell, eine berühmte Schauspielerin, und ihre Tochter Dinah, die wie Woodrow auf dem Kongress geehrt wird. Augie und Midge sowie Woodrow und Dinah verlieben sich im Laufe des Stücks allmählich ineinander. Andere Tagungsteilnehmer treffen ein und werden in dem örtlichen Motel untergebracht: Fünf-Sterne-General Grif Gibson, die Astronomin Dr. Hickenlooper, drei weitere jugendliche Preisträger (Ricky, Clifford und Shelly) und ihre Eltern (J.J., Roger und Sandy), eine Busladung Grundschulkinder unter der Aufsicht der jungen Lehrerin June Douglas und eine Countryband unter der Leitung des Sängers Montana. Keine der auftretenden Personen lächelt oder lacht im Verlauf der Handlung. Zweimal wird die Handlung durch Lärm unterbrochen, der von einem Kernwaffentest ganz in der Nähe herrührt. Augie fotografiert den Atompilz.
Gibson begrüßt die Teilnehmer am Krater von Asteroid City, wo die Teenager Auszeichnungen für verschiedene Erfindungen erhalten sollen. Über dem Krater taucht plötzlich ein UFO auf; ein Außerirdischer erscheint und stiehlt den Meteoriten, der den Krater geschaffen hat. Augie fotografiert den Außerirdischen. Präsident Dwight D. Eisenhower und General Gibson ordnen an, dass die Stadt unter Militärquarantäne gestellt wird und jeder sich einer medizinischen und psychiatrischen Untersuchung unterzieht. Unterdessen entbrennt eine Romanze zwischen Montana und June, die den Schülern versichern, dass der Außerirdische wahrscheinlich friedlich sei. Die Stargazer-Preisträger versuchen mit Dr. Hickenloopers Ausrüstung, Kontakt mit dem Außerirdischen aufzunehmen. Über ein Münztelefon gelingt es Ricky trotz Informationssperre, seine Schulzeitung anzurufen, um die Quarantänedetails und die Vertuschung an die Außenwelt weiterzugeben.
Die Ereignisse in Asteroid City kommen in die nationalen Nachrichten. Ein wütender General Gibson ist dabei, die Quarantäne zu beenden, als das UFO erneut auftaucht und der Außerirdische den Meteoriten zurückgibt. Als Gibson die Quarantäne wieder einsetzt, rebellieren Kinder, Wissenschaftler und Eltern und nutzen die Erfindungen der Preisträger, um das Militär zu überwältigen.
Die metafiktionale Erzählung über die Entstehung des Stücks ist zwischen den drei Akten eingestreut. Einige Zeit nachdem der Autor des Stücks Conrad Earp begonnen hat zu schreiben, spricht der Schauspieler Jones Hall bei ihm zu Hause vor und wird sofort mit der Rolle des Augie besetzt. Earp und Hall beginnen eine Liebesbeziehung. Earp schreibt das Stück mit Hilfe einer örtlichen Schauspielschule und rekrutiert daraus die meisten Darsteller, darunter Mercedes Ford, eine temperamentvolle, aber talentierte Schauspielerin, die Midge spielt. Eine Übung, in der die Schauspielschüler schlafen sollen, endet mit einem wütenden Sprechchor: „Du kannst nicht aufwachen, wenn du nicht einschläfst“.
Während der aufgezeichneten Aufführung des Stücks konfrontiert Hall den Regisseur des Stücks Schubert Green damit, dass er „das Stück immer noch nicht versteht“ und fragt Green, ob er „es richtig macht“. Green sagt Hall, er solle Augie trotz seiner Unsicherheit weiterhin auf die gleiche Weise spielen und dass er es richtig mache. Im Anschluss trifft Hall während einer Rauchpause auf einem Balkon auf die Schauspielerin, die für die Rolle von Augies Frau gecastet wurde, bevor ihre einzige Szene geschnitten wurde. Sie trägt ihm den Text der gelöschten Szene vor.
Sechs Monate nach Aufführung des Stücks kommt Conrad Earp bei einem Autounfall ums Leben. Im Epilog des Stücks sind Augie und seine Familie die letzten, die Asteroid City verlassen, nachdem General Gibson die Quarantäne aufgehoben hat. Augies Töchter begraben die Asche ihrer Mutter in der Wüste, Woodrow gewinnt die Finanzierung des Stipendiums und Midge hinterlässt Augie ihre Postanschrift. Augie und seine Familie fahren davon. Eine Verfolgungsjagd mit Schießereien zwischen Polizei und Verbrechern, wie sie schon eingangs zu sehen war, schließt das Theaterstück.

## Produktion

### Regie und Drehbuch
Im September 2020 wurde bekannt, dass Wes Anderson einen Liebesfilm schreiben und inszenieren würde, den er gemeinsam mit Jeremy Dawson und Steven Rales für American Empirical Pictures und Indian Paintbrush produzieren würde. Bei Asteroid City handelt es sich um Andersons elften Spielfilm. Die Geschichte entwickelte der Regisseur gemeinsam mit Roman Coppola, mit dem er bereits die Drehbücher für Darjeeling Limited und Moonrise Kingdom schrieb. Parallel zum Hauptgeschehen, den Ereignissen in Asteroid City, zeigt der Film eine Fernsehsendung in Schwarzweiß über ein neues Theaterstück, das von einem von Bryan Cranston gespielten Moderator vorgestellt wird.

### Besetzung und Dreharbeiten

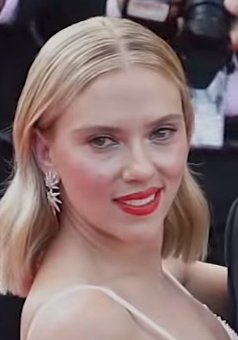
Scarlett Johansson spielt den Filmstar Midge Campbell

Die Besetzung wurde zwischen Februar und August 2021 bekannt. In einem Interview sagte Fisher Stevens, dass der Film „die wildeste Besetzung seit Die Brücke am Kwai“ haben würde. Viele der beteiligten Schauspieler wirkten bereits in Andersons früheren Filmen mit. Jason Schwartzman spielt den verwitweten Kriegsfotografen Augie Steenbeck, Tom Hanks seinen Schwiegervater Stanley Zak und Jake Ryan seinen Sohn Woodrow. Scarlett Johansson spielt den Filmstar Midge Campbell, Grace Edwards deren Tochter Dinah, Jeffrey Wright den Fünf-Sterne-General Grif Gibson, Steve Carell den Motelbesitzer, Matt Dillon den Mechaniker Hank und Rupert Friend den singenden Cowboy Montana. Edward Norton spielt den Dramatiker Conrad Earp. Tilda Swinton ist in der Rolle der Astronomin Dr. Hickenlooper zu sehen, einer Teilnehmerin der Junior Stargazer Convention. Jeff Goldblum spielt das Alien, das nach Asteroid City kommt und den Meteoriten mitnimmt. Adrien Brody spielt den Regisseur Schubert Green und Willem Dafoe den Schauspiellehrer Saltzburg Keitel. Der Nachwuchsschauspieler Ethan Josh Lee ist in der Rolle von Ricky zu sehen. Margot Robbie ist in einem Cameo-Auftritt zu sehen.
Im Juli 2022 wurde bekannt, dass Bill Murray aufgrund von COVID-19 aus der Produktion ausschied. Auch einige andere zuvor angekündigten Darsteller sind im fertigen Film nicht zu sehen.
Die Dreharbeiten sollten ursprünglich in Rom stattfinden. Stattdessen fanden die Dreharbeiten zwischen August und Oktober 2021 in Spanien statt. Für die Dreharbeiten wurden mehrere Sets in Chinchón in der Autonomen Region Madrid verwendet, die einer Wüstenlandschaft ähnelten. Als Kameramann fungierte Robert D. Yeoman, mit dem Anderson seit seinem Film Durchgeknallt zusammenarbeitet.

### Filmmusik und Veröffentlichung

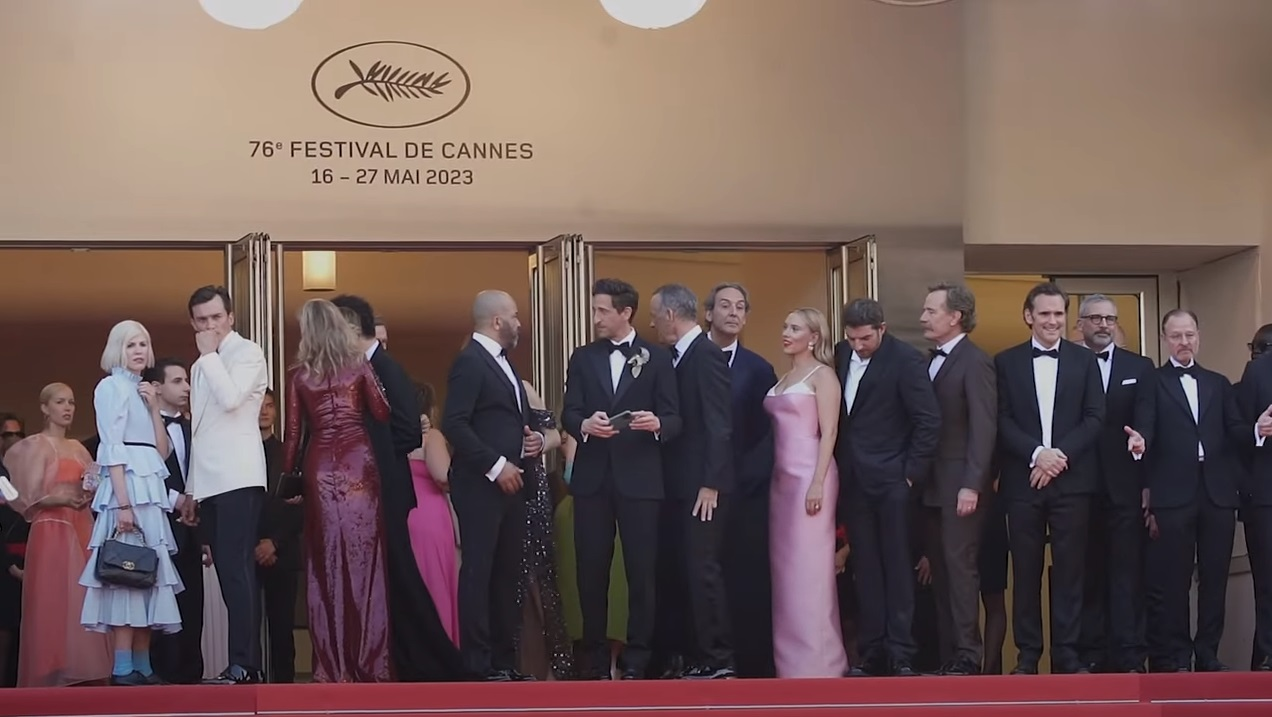
Die Premiere des Films war im Mai 2023 bei den Internationalen Filmfestspielen in Cannes

Im November 2021 wurde bekannt, dass Alexandre Desplat in seiner sechsten Zusammenarbeit mit Anderson die Filmmusik komponieren würde. Das Soundtrack-Album mit insgesamt 25 Musikstücken wurde am 23. Juni 2023 von ABKCO Records als Download veröffentlicht. Auf diesem finden sich neben Desplats Filmmusik auch die Filmsongs You Can’t Wake Up If You Don’t Fall Asleep gesungen von Jarvis Cocker und Dear Alien (Who Art In Heaven) gesungen von der Besetzung des Films. Auch Lieder von Slim Whitman, Bing Crosby, Burl Ives, Tex Ritter, Tennessee Ernie Ford, Johnny Duncan und Eddy Arnold finden sich auf dem Album.
Die Premiere erfolgte am 23. Mai 2023 bei den Filmfestspielen von Cannes, wo der Film im internationalen Wettbewerb um die Goldene Palme gezeigt wurde. Zwei Jahre zuvor wurde dort bereits Andersons Film The French Dispatch gezeigt. Am 16. Juni 2023 wurde Asteroid City im Verleih von Focus Features in ausgewählte US-amerikanische Kinos gebracht. Am Tag zuvor kam der Film in die deutschen Kinos. Ebenfalls im Juni 2023 sind Vorstellungen beim Sydney Film Festival geplant. Zwischen Juli und September 2023 wird Asteroid City im Rahmen des New Zealand International Film Festivals gezeigt.

## Rezeption

### Kritiken und Einspielergebnis
Von den bei Rotten Tomatoes aufgeführten Kritiken sind 75 Prozent positiv bei einer durchschnittlichen Bewertung von 6,9 von 10 möglichen Punkten. Auf Metacritic erhielt der Film einen Metascore von 74 von 100 möglichen Punkten.
Michael Meyns, Filmkorrespondent der Gilde deutscher Filmkunsttheater, schreibt, Asteroid City lasse mit den frontalen Kameraperspektiven, den liebevoll bis ins kleinste Detail ausgestatteten Sets, den seltsamen Charakteren und einer verschachtelten Narration vom ersten Moment an keinen Zweifel daran, dass es sich um einen Wes-Anderson-Film handelt. Hübsch selbstreferenziell sei auch die geradezu absurde Ansammlung bekannter Schauspieler, die teilweise in winzigen Rollen auftreten. Dies deute darauf hin, dass Anderson hier auch einen Film über sich, seine Arbeitsmethode, seinen Blick auf die Welt gedreht hat, und all diese Stars, die sonst meist Hauptrollen spielen, ließen sich mit augenscheinlicher Lust auf ihre oft winzig kleinen Rollen in diesem Film ins große Ganze einfügen.
John Nugent vom Filmmagazin Empire schreibt, von der ersten Minute an zeuge das Retro-Setting in seiner Genauigkeit und Detailtreue mit den schicken Kostümen, dem hübschen, hyperrealistischen Produktionsdesign und den gesättigten Farbtönen von Andersons künstlerischem Gespür: Die Stadt sehe aus wie eine Art Monument Valley aus Pappmaché. Auch Andersons bevorzugte Themen wie Familie, Vaterschaft, Trauer und Liebe kehrten hier zurück.

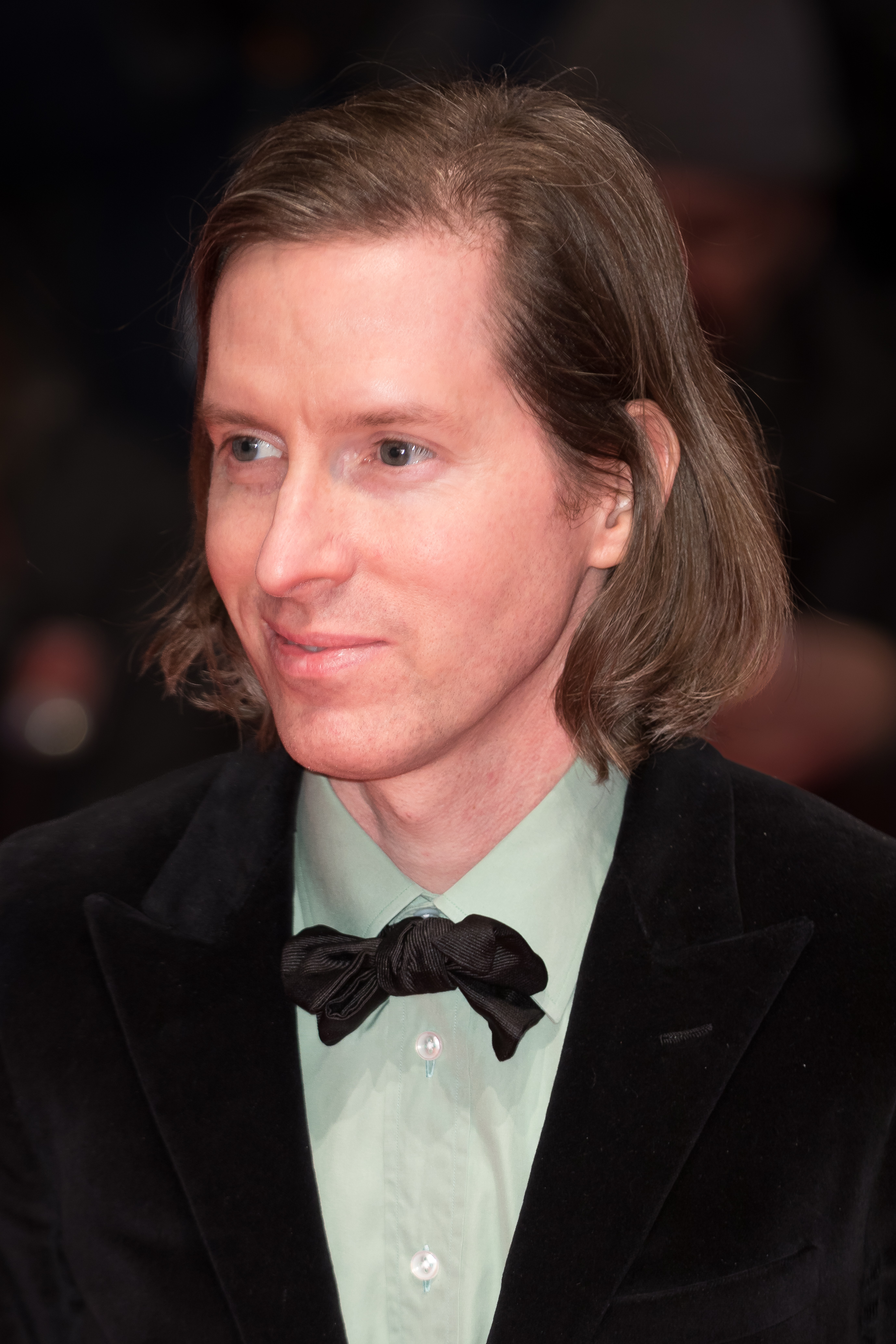
Regisseur Wes Anderson

Auch Christoph Petersen von Filmstarts bemerkt in seiner Kritik, Anderson habe mit Asteroid City die wohl beste Miniatur seiner gesamten Karriere geschaffen: „die Sets sind derart detailreich mit liebevollen Kuriositäten vollgestopft, dass man sich den Film vermutlich ein Dutzend mal anschauen müsste, um wirklich alle zu entdecken“. An der titelgebenden Mini-Stadt könne man sich praktisch kaum satt sehen. Dennoch sei, was Anderson und seine Superstar-Armada diesmal in den erneut unverkennbaren Sets anstellen, streckenweise so trocken wie der omnipräsente Wüstensand.
Bilge Ebiri bemerkt in Vulture, dass Wes Andersons Wahnsinn schon immer Methode hatte, Asteroid City erinnere aber daran, dass auch seine Methode Wahnsinn ist. Er erklärt weiter, dass Andersons obsessiv konstruierte Dioramen stets das sehr menschliche Bedürfnis erforschten, unser Leben angesichts des Unerwarteten und Ungewissens zu organisieren, zu quantifizieren und zu kontrollieren, sei es in dem reglementierten Universum von Moonrise Kingdom, das durch den Wahnsinn der jungen Liebe in einen rasanten Niedergang geschickt wird, oder das in Grand Budapest Hotel gezeigte Bonbonschachtel-Milieu, das durch das schleichende Übel des Autoritarismus zerstört wird, bis hin zu dem von Protest, Ungerechtigkeit und Gewalt geprägten Film The French Dispatch. In Asteroid City gehe es nun um das Unbekannte in all seinen Formen, um den Tod, die Suche nach Gott, den künstlerischen Schaffensprozess, die überschwängliche Liebe und die Geheimnisse des Kosmos.
Die Jury der Deutschen Film- und Medienbewertung (FBW) hat den Film mit dem Prädikat „besonders wertvoll“ ausgezeichnet. Asteroid City sei dabei „der bislang radikalste Film aus dem realitätsbrechenden Anderson-Universum. Aber auch wenn er hin und wieder etwas schwerer zugänglich ist, lohnt es sich, den Film zu schauen. Entweder indem man ihn einfach nur genießt oder aber und viel besser noch: indem man Spaß daran hat, ihn auch noch Stück für Stück zu dechiffrieren,“ so die Jury in ihrer Begründung.
Die weltweiten Einnahmen des Films aus Kinovorführungen belaufen sich auf 38,9 Millionen US-Dollar. In Deutschland verzeichnet der Film bisher 224.798 Besucher (Stand 8. August 2023).

### Auszeichnungen
Im IndieWire Critics Poll des Jahres 2023 landete Asteroid City auf dem zehnten Platz. Im Rahmen der Oscarverleihung 2024 wurde das Lied Dear Alien (Who Art In Heaven) aus dem Film in eine Shortlist der Kategorie Bester Song aufgenommen. Im Folgenden eine Auswahl von Nominierungen.
Art Directors Guild Awards 2024
- Nominierung für das Beste Szenenbild in einem Historienfilm (Adam Stockhausen)[32]

Critics’ Choice Super Awards 2024
- Nominierung als Bester Science-Fiction-/Fantasyfilm[33]

Artios Awards 2024
- Nominierung für das Beste Casting in einer Filmkomödie (Douglas Aibel, Jina Jay & Matthew Glasner)[34]

Boston Society of Film Critics Awards 2023
- Runner-up als Bestes Schauspielensemble
- Runner-up für die Beste Kamera (Robert D. Yeoman)[35]

Chicago Film Critics Association Awards 2023
- Nominierung für das Beste Szenenbild (Adam Stockhausen)
- Nominierung für die Beste Kamera (Robert D. Yeoman)
- Nominierung für die Besten Kostüme (Milena Canonero)[36]

Critics’ Choice Movie Awards 2024
- Nominierung für das Beste Szenenbild (Adam Stockhausen und Kris Moran)[37]

Hollywood Critics Association Midseason Movie Awards 2023
- Nominierung als Bester Film
- Nominierung für die Beste Regie (Wes Anderson)
- Nominierung als Beste Nebendarstellerin (Scarlett Johansson)[38]

Hollywood Music in Media Awards 2023
- Nominierung für die Beste Filmmusik – Science-Fiction-/Fantasyfilm (Alexandre Desplat)[39]

Internationale Filmfestspiele von Cannes 2023
- Nominierung für die Goldene Palme

London Critics’ Circle Film Awards 2024
- Nominierung als Beste britische Darstellerin (Tilda Swinton)[40]

Online Film Critics Society Awards 2024
- Nominierung als Bester Film
- Nominierung für die Beste Kamera (Robert D. Yeoman)
- Nominierung für das Beste Kostümdesign
- Nominierung für das Beste Szenenbild[41]

People’s Choice Awards 2024
- Nominierung als Beste Filmkomödie
- Nominierung als Beste Darstellerin in einer Filmkomödie (Scarlett Johansson)[42]

Set Decorators Society of America Awards 2023
- Nominierung in der Kategorie Décor / Design of a Comedy or Musical Feature Film[43]

## Synchronisation
Die deutsche Synchronisation entstand nach einem Dialogbuch und der Dialogregie von Axel Malzacher im Auftrag der FFS Film- & Fernseh-Synchron GmbH, Berlin.
| Darsteller         | Synchronsprecher     | Rolle                             |
| ------------------ | -------------------- | --------------------------------- |
| Jeff Goldblum      | Martin Umbach        | Das Alien                         |
| Jason Schwartzman  | Norman Matt          | Augie Steenbeck                   |
| Margot Robbie      | Anne Helm            | Augie Steenbecks verstorbene Frau |
| Aristou Meehan     | Oliver Szerkus       | Clifford                          |
| Edward Norton      | Andreas Fröhlich     | Conrad Earp                       |
| Fisher Stevens     | Hans Bayer           | Detective                         |
| Grace Edwards      | Zalina Sanchez Decke | Dinah Campbell                    |
| Tilda Swinton      | Traudel Haas         | Dr. Hickenlooper                  |
| Tony Revolori      | Christian Zeiger     | General Gibsons Adjutant-de-Camp  |
| Jeffrey Wright     | Olaf Reichmann       | General Grif Gibson               |
| Matt Dillon        | Charles Rettinghaus  | Hank / Walter Geronimo            |
| Liev Schreiber     | Tobias Kluckert      | J.J. Kellogg                      |
| Maya Hawke         | Lena Schmidtke       | June Douglas                      |
| Bob Balaban        | Lutz Mackensy        | Larkings Vorstand                 |
| Scarlett Johansson | Luise Helm           | Midge Campbell                    |
| Bryan Cranston     | Tom Vogt             | Moderator                         |
| Rupert Friend      | Alexander Doering    | Montana                           |
| Steve Carell       | Uwe Büschken         | Motel Manager                     |
| Steve Park         | Stefan Krause        | Roger Cho / Linus Mao             |
| Willem Dafoe       | Reiner Schöne        | Saltzburg Keitel                  |
| Hope Davis         | Christin Marquitan   | Sandy Borden                      |
| Adrien Brody       | Markus Pfeiffer      | Schubert Green                    |
| Sophia Lillis      | Lana Finn Marti      | Shelly                            |
| Tom Hanks          | Joachim Tennstedt    | Stanley Zak                       |
| Jake Ryan          | Finn Posthumus       | Woodrow Steenbeck                 |